# O Pássaro Secreto
O Pássaro Secreto é um romance da escritora brasileira Marília Arnaud, publicado em 2020 em formato digital pela KPD, plataforma de autopublicação da Amazon. Após vencer o Prêmio Kindle de Literatura (2021), a obra foi publicada em versão impressa pelas editoras Record e Tag Literária.
A obra é o desenvolvimento de um conto de premissa similar, com caráter mais juvenil, que Marília Arnaud inicialmente produziu.

## Enredo
A mulher de 40 anos Aglaia Negromonte narra suas memórias de infância e adolescência, ao buscar compreender alguns eventos de sua vida marcada, dentre outras coisas, pela descoberta de que seu pai tem outra filha. Essa revelação, com a chegada da meia-irmã, Thalie, provoca em Aglaia uma série de sentimentos e reações, levando-a para um ciclo de vingança.

## Crítica
A obra apresenta conflitos existenciais da personagem e o peso de desencontros afetivos que aproximam o sujeito de aspectos como obsessão e violência.
Itamar Vieira Júnior, descreve O pássaro secreto como
um romance desestabilizador que nos leva ao âmago da condição humana. 

## Prêmios
- Prêmio Kindle de Literatura 2021.[7][8]